# Çò des Mingo
Çò des Mingo és una casa gòtica d'Escunhau al municipi de Vielha e Mijaran (Vall d'Aran) inclosa a l'Inventari del Patrimoni Arquitectònic de Catalunya. És una casa que conté encastada entre els seus murs una antiga llinda gòtica de dos arcs apuntats, simètrics, amb ornamentació trilobulada al seu interior.